# Paco de Oro
«Paco de Oro» fue el nombre artístico de Francisco Díaz. Torero nacido en Cádiz el 5 de febrero de 1840. Muere en Madrid el 31 de marzo de 1910
Tomó varias veces la alternativa: en Cádiz en 1870, 1871, 1873 y 1878; en San Fernando en 1872 y en Madrid el 8-9-1872.
Residió en Madrid, donde falleció.